# Kanton Chacoma
Der Kanton Chacoma ist ein Verwaltungsbezirk im Departamento La Paz im südamerikanischen Anden-Staat Bolivien.

## Lage im Nahraum
Der Kanton Chacoma ist einer von zwölf Cantones des Landkreises (bolivianisch: Municipio) Patacamaya in der Provinz Aroma und liegt im zentralen östlichen Teil des Landkreises. Es grenzt im Norden an den Kanton Chiarumani, im Nordwesten an den Kanton Villa Concepción de Belén, im Südwesten an den Kanton Patacamaya, und im Südosten an den Kanton Colchani.
Der Kanton erstreckt sich zwischen 17° 11' 40" und 17° 14' 20" südlicher Breite und 67° 51' und 67° 55' westlicher Breite, er misst von Norden nach Süden bis zu vier Kilometer und von Westen nach Osten bis zu sechs Kilometer. Der Kanton besteht aus nur einer Ortschaft (localidad), der Streusiedlung Chacoma mit 322 Einwohnern (2012) im nördlichen Teil des Kantons.

## Geographie
Der Kanton Chacoma liegt auf der bolivianischen Hochebene zwischen den Anden-Gebirgsketten der Cordillera Occidental im Westen und der Cordillera Central im Osten. Das Klima der Region ist ein typisches Tageszeitenklima, bei dem die Schwankungen der mittleren Tagestemperaturen deutlicher ausfallen als die Temperaturschwankungen zwischen den Jahreszeiten.
Die Jahresdurchschnittstemperatur der Region liegt bei etwa 7 °C, die Monatswerte schwanken nur unwesentlich zwischen 4 °C im Juni/Juli und 9 °C im November/Dezember (siehe Klimadiagramm Patacamaya). Der Jahresniederschlag beträgt 460 mm, die Monatsniederschläge liegen zwischen unter 10 mm von Mai bis August und bei 110 mm im Januar.

## Bevölkerung
Die Einwohnerzahl des Kanton ist in den beiden letzten Jahrzehnten um etwa ein Siebtel angestiegen:
| Jahr | Einwohner | Quelle       |
| ---- | --------- | ------------ |
| 1992 | 662       | Volkszählung |
| 2001 | 572       | Volkszählung |
| 2012 | 648       | Volkszählung |

Die Region weist einen hohen Anteil an Aymara-Bevölkerung auf, im Municipio Patacamaya sprechen 83,2 Prozent der Bevölkerung die Aymara-Sprache.

## Gliederung
Der Kanton Chacom gliedert sich nicht weiter in Unterkantone (vicecantones).